# Karlstad–Munkfors Järnväg
Karlstad–Munkfors Järnväg (KMJ) var en smalspårig 891 mm järnväg mellan Munkfors och Karlstad i Värmlands län. 

## Historia
Koncession för järnvägen erhölls den 19 oktober 1900. Uddeholms aktiebolag var drivande för att flytta godstransporten från Klarälven till en järnväg mellan Munkfors och Deje för att få mindre störningar beroende på vattennivån och isförhållanden. Karlstad–Munkfors Järnvägsaktiebolag bildades den 26 april 1901 och Uddeholms aktiebolag ägde 40 % av aktierna. Koncessionen överfördes till det nya bolaget. Byggnadsarbetet startade hösten 1901 i bolagets regi med trafikchefen vid Nordmark–Klarälvens Järnvägar (NKlJ) som kontrollant. Byggnadskostnaden uppgick 1908 till 4 300 000 kr. Arkitekten Erik Lallerstedt ritade stationshusen.
Sträckan mellan Munkfors och Deje öppnades för trafik den 29 september 1903 och Deje–Karlstad Östra öppnades den 1 mars 1904. Klarälven hade passerats tre gånger på broar. I Deje och Forshaga på helt nybyggda broar men på den innan Karlstad Östra station användes brofundamenten för Statens Järnvägars (SJ) Nordvästra stambanan som var förberedd för dubbelspår. Nordvästra stambanans bro flyttades från det norra fundamentet till det södra. KMJ byggde en helt ny bangård vid Karlstad Östra station med egna smalspår och normalspår för SJ. Normalspåren överläts till SJ när stationen öppnades. I bangården ingick ett omlastningsmagasin. Ett godsmagasin uppfördes 1916 med bidrag från KMJ.
Från Karlstad Östra station byggde KMJ ett spår som korsade Nordvästra stambanan till Karlstads yttre hamn. Spåret öppnades för smalspårstrafik trafik 1904. 1908 fick spåret en tredje skena så att även SJ:s tåg kunde gå till yttre hamnen.
År 1914 fick SJ:s spår mot Karlstad C en tredje skena som användes när fortsättningen till Skoghall byggdes av Karlstad–Skoghalls Järnväg.
Driften på KMJ sköttes från början av NKlJ och den 1 januari 1920 arrenderade NKlJ banan. Den 1 oktober 1920 köpte Nordmark–Klarälvens Järnvägar, också med signaturen NKlJ, järnvägen.
Persontrafiken upphörde 1963, godstrafiken 1979 och formell nedläggning 21 april 1983.
För fortsättningen se Nordmark–Klarälvens Järnvägar